# Códice Colombino-Becker

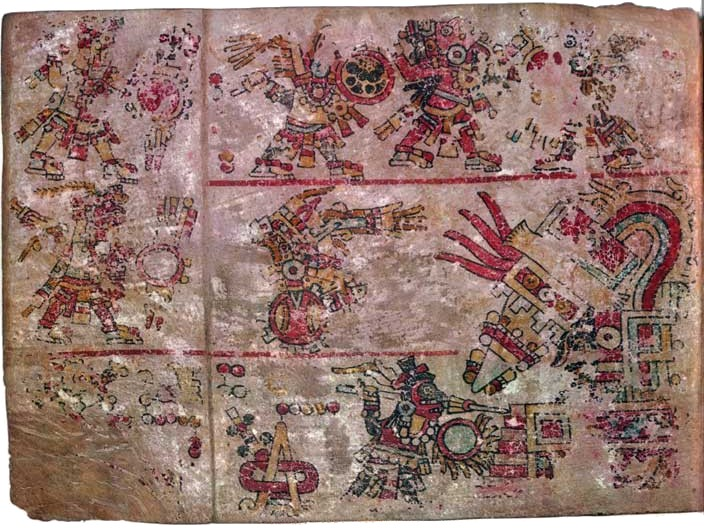
Primeira lâmina do códice Becker I, são visíveis a variedade de cores empregues, assim como o estado de deterioração da superfície.

O códice Colombino-Becker é o nome que recebem em conjunto o  códice Colombino e o códice Becker I, dois manuscritos da era pré-colombiana pertencentes à cultura mixteca que originalmente faziam parte de um mesmo documento.
O códice Colombino-Becker foi elaborado em Tututepec, no atual estado de mexicano de Oaxaca, no século XII. É um documento de caráter mito-histórico, que ilustra partes da vida dos governantes mixtecas Ocho Venado e Cuatro Viento. O códice foi elaborado sobre uma tira de pele de veado curtida, dobrada a modo de biombo para formar lâminas individuais. As ilustrações do códice são de caráter pictográfico, estilizadas e iluminadas com pigmentos de base vegetal.
O códice foi dividido durante os primeiros anos da conquista. As suas duas partes permaneceram à área de Oaxaca de la Mixteca até o século XIX, em parte pela sua estreita relação com a família Villagómez, um linhagem de caciques indígenas desta área. O códice Becker I saiu do México nas mãos do colecionador alemão Philipp Becker, após cuja morte foi doado ao Museu de Etnologia de Viena, Áustria. O códice Colombino permanece no México na Biblioteca Nacional de Antropologia e História na cidade do México, e é o único códice pré-colombiano que permanece nesse país.

## Nome
O códice Colombino-Becker provém da região costeira de la Mixteca, porém, o seu nome em mixteca é desconhecido. Os nomes atuais dos dois fragmentos que compõem o códice fazem referência às pessoas ou instituições que em algum momento os possuíram. O códice Colombino recebe o seu nome da Junta Colombina, que o adquiriu em 1891. O códice Becker I refere ao colecionador alemão Philipp Joseph Becker, que o adquiriu em meados do século XIX. Becker foi também dono de outro curto manuscrito pré-colombiano, conhecido agora como códice Becker II.
O arqueólogo e indigenista Alfonso Caso demonstrou que o códice Colombino e o códice Becker I eram fragmentos de um mesmo documento. O ensamblagem feito por Caso foi publicado por Miguel León Portilla em 1996, nesta publicação ambos os fragmentos receberam o nome códice Alfonso Caso. O nome Colombino-Becker, atualmente o mais empregue, deriva portanto dos nomes dos  fragmentos que o compõem. Outros nomes usados para se referir aos códices Colombino e Becker I em conjunto são códice de Tututepec, de Tututepec, lugar onde foi elaborado o códice, e códice Iya Nacuaa, parte de Iya Nacuaa Teyusi Ñaña, nome mixteca do governante Ocho Venado, cuja vida narra o manuscrito.

## Características
O códice Colombino-Becker encontra-se elaborado sobre uma tira de pele curtida de veado-da-virgínia, dobrado em forma de biombo. O total de lâminas é de 40, com 24 seções do códice Colombino e 16 do códice Becker I, embora faltem algumas lâminas do princípio e do final do códice, bem como algumas intermédias. Cada uma das seções tem uma medida aproximada de 19,5 cm de alto por 25,5 cm de longo, que dá uma extensão total de 605,5 cm no códice Colombino e de cerca de 408 cm no códice Becker I. A superfície da pele do códice é coberta por uma delgada camada de estuque, a qual se aplicou para criar uma camada branca e suave sobre a qual plasmar as ilustrações. A pictografia do códice mostra uma deterioração notável devido ao passar do tempo e às tentativas deliberadas por apagar certas imagens da sua superfície.

### Formas e cores
O códice faz parte de um subgrupo estilístico dentro do conjunto de pictografias presentes em la Mixteca. "Foi usada uma rica paleta e o colorido tende à firmeza expressiva, pois faz parte do sistema gráfico escritural. Uma linha preta delimita as imagens, o que proporciona uma claridade até nos mínimos pormenores." As ilustrações do códice não fazem uso da perspectiva e seguem o estilo e simbologia característicos da escrita mixteca. A leitura é feita em bustrofédon, começando pela parte inferior esquerda e ascendendo em ziguezague até a seção seguinte, na qual se inicia o descenso com o mesmo movimento, terminando por geral na parte inferior direita.

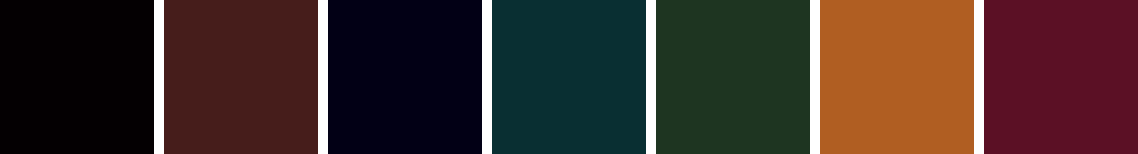
Aproximação da gama de cores empregada no códice Colombino-Becker.

As pictografias do códice foram plasmadas com uma pintura a base de um aglutinante aquoso, provavelmente de origem vegetal. A cor preta dos contornos das figuras é um pigmento de carvão. A cor amarela parece ter sido elaborada com um colorante vegetal. O azul foi identificado como azul maia, um pigmento preparado a partir de um colorante vegetal, o índigo, misturado com uma argila. Os verdes são uma mistura do azul maia com o mesmo colorante vegetal amarelo. Há também cores avermelhadas de origem desconhecida.

## História

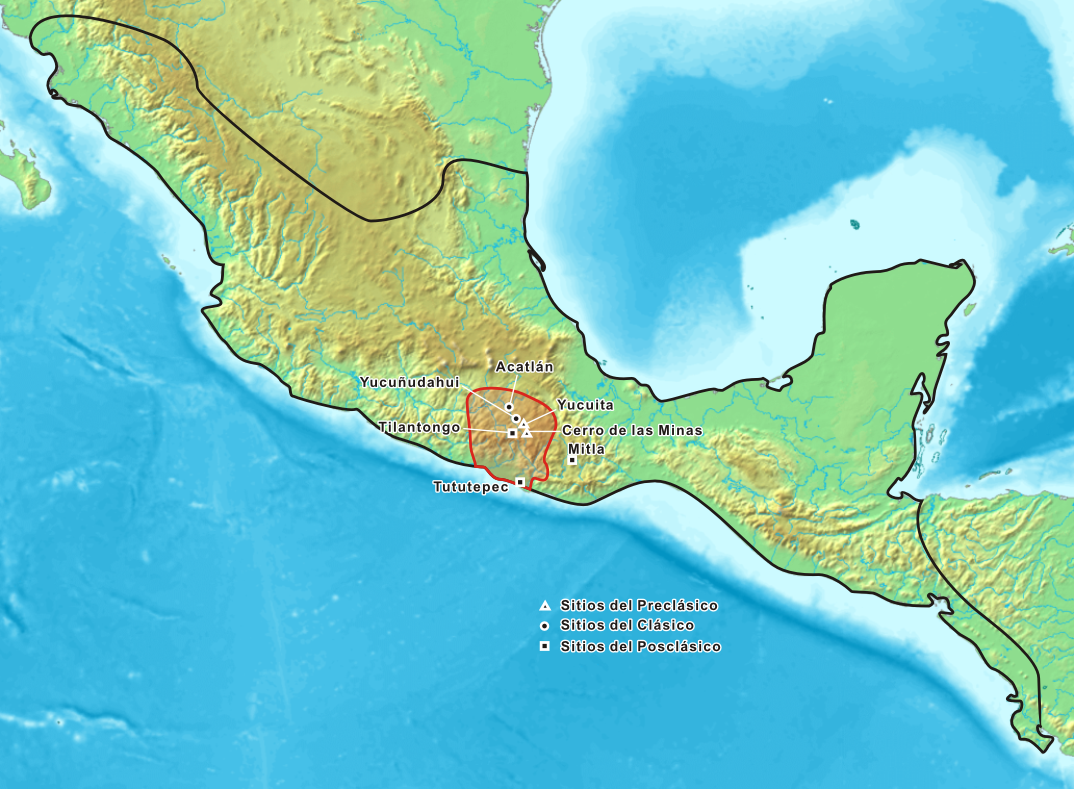
O códice foi elaborado no reino maior de Tututepec em la Mixteca Costeira.

O códice Colombino-Becker foi elaborado no século XII em Tututepec, em mixteca Yucu Dzaa ("lugar do cerro da ave"), na costa de la Mixteca de Oaxaca. Depois da sua elaboração e até princípios do século XIII permaneceu nas mãos dos governantes locais de Tututepec. As anotações que atualmente se encontram na superfície de várias lâminas puderam ter sido agregadas em 1541, a fim de tornar o códice num documento cadastral. Foi por volta desta data que o manuscrito foi dividido nas duas partes atualmente conhecidas como códices Colombino e Becker I.

### Códice Colombino
O códice Colombino permaneceu na região de Mixteca após ser dividido. Foi usado num pleito de terras no distrito de San Miguel Sola, Oaxaca, em 1717. Em 1863 o manuscrito encontrava-se em posse de Manuel Cardoso, e depois pertenceu a Alfredo Chavero, que o vendeu a Joseph Dorenberg, um comerciante alemão que vivia na cidade de Puebla de Zaragoza. Em 1891 o códice Colombino passou à Junta Colombina (daí o nome Colombino), criada pelo presidente Porfírio Díaz com o propósito de organizar as celebrações do quarto centenário do descobrimento da América. O manuscrito passou depois ao Instituto Nacional de Antropologia e História. Foi o INAH que o depositou em Abóbada de Documentos Pictográficos da Biblioteca Nacional de Antropologia e História na cidade do México, sob o número 35-30. Em 2009 o INAH permitiu digitalizar cinco códices da sua coleção, entre eles o códice Colombino, que agora pode ser consultado na íntegra na Biblioteca Digital Mundial.

### Códice Becker I
O códice Becker I tem menor extensão que o códice Colombino I. Durante o século XIX pertenceu  à família Axa Villagómez de la Mixteca. Durante este tempo serviu várias vezes como documento cadastral. De acordo ao entomólogo Henri de Saussur, em 1852 o códice Colombino foi apresentado por um cacique que visava reclamar os seus direitos hereditários na comunidade de Tindu. O advogado do cacique, Pascual Amazón, convenceu-o de que lhe permitisse ficar-se com o códice. Amazón vendeu o manuscrito ao empresário e colecionador alemão Philipp Joseph Becker, que residia na cidade de Puebla. Becker que levou o códice para a Alemanha, com o resto da sua coleção, que exibiu na sua casa em Darmstadt, até a sua morte em 1895. George Haas adquiriu a coleção dois anos depois, e doou-a ao Museu de Etnologia de Viena, onde se encontra atualmente. Em maio de 2010 o Instituto Nacional de Antropologia e História foi sede de uma reunião na que se tratou a digitalização dos códices mesoamericanos que se encontram em instituições estrangeiras, visando incorporá-los ao acervo da Biblioteca Digital Mundial e à futura Biblioteca Digital Mexicana.

## Estudos
Deu-se a conhecer pela primeira vez, em litografias a cor, sem as glosas, no “Atlas” da obra Antigüedades mexicanas (1892), obra auspiciada pela Junta Colombina de México. Foi usado por vários autores nacionais e estrangeiros, entre eles JamesCooper Clark, em 1912, para reconstruir a biografia do cacique Ocho Venado. Em 1966 Alfonso Caso e Mary Elizabeth Smith, publicaram um fac-símile acompanhado polo primeiro estudo completo, sob proteção da Sociedade Mexicana de Antropologia. Recentemente Maarten Jansen e Manuel A. Hermann Lejarazu publicaram trabalhos com novas informações e interpretações sobre a origem e conteúdo da pictografia.